# Idalus nigropunctata
Idalus nigropunctata är en fjärilsart som beskrevs av Rothschild 1909. Idalus nigropunctata ingår i släktet Idalus och familjen björnspinnare. Inga underarter finns listade i Catalogue of Life.